# 马德里地铁
马德里地铁是西班牙首都马德里及其都市区的城市轨道交通系统，开通于1919年10月17日，由当时的国王阿方索十三世揭幕。截至2025年，马德里地铁共运营有13条线路、303个车站，全长296.6公里，是西班牙第一大地铁系统，同时也是欧洲第三大地铁系统，仅次于莫斯科和伦敦。马德里地铁也是西班牙语国家历史第二悠久的地铁系统，仅次于布宜诺斯艾利斯地铁。马德里地铁是国际地铁标竿联盟的成员。
马德里地铁由12条常规线路和连接剧院站与皮奥王子站的支线组成。此外，马德里还有3条轻铁线路，共38个车站，全长27.78公里。其中，只有轻铁1号线由马德里地铁有限公司（Metro de Madrid S. A.）运营，其余2条线路均由马德里西部轻铁有限公司（Metro Ligero Oeste S. A.）运营。
在目前的303个车站中，28个车站为双线换乘站，11个车站为三线换乘站，1个车站为四线换乘站（美洲大道站）。非换乘站中，3个车站可以在站内换乘同一线路的列车。此外，有25个车站可与马德里近郊铁路换乘。

## 历史

### 阿方索十三世大都會公司
十九世紀末，馬德里市中心，尤其於太陽門（Puerta de Sol）周圍，是以電車及馬車作為交通工具，直至1892年，有人提議興建地鐵。工程師法里亞計劃興建五條地鐵線，而該五條路線可以同時作貨運用途。雖然法里亞已得到批准興建，但工作最後未有執行。
直至1913年，馬德里人口已達60萬。當時三位工程師提出一個新地鐵方案，建議興建四條地鐵路線，總長度154公里，而這四條路線就是現時馬德里地鐵的1至4號線。工程於1916年9月19日展開。
1919年10月17日，地鐵1號線正式通車，來往太陽站及四路站，長3.48公里，共設8站，由當時的國王阿方索十三世主持啟用儀式，由阿方索十三世大都會公司營運。這種新類型交通工具十分成功，第一年使用人次已超過一千四百萬。1924年，2號線和馬德里地鐵支線開通，並推出來回車票。兩年後，路線長度已達14.8公里。

### 馬德里大都會公司
1931年西班牙第二共和国成立，阿方索十三世大都會公司改名為馬德里大都會公司，1932年4號線開通，當時是作為2號線支線營運，直到1958年後續路段開通為止。1936年西班牙内战爆發，內戰期間地鐵保持開放，並在轟炸時充當避難所。內戰開始幾週後，即1936年8月，3號線第一段開通。但馬德里地鐵支線因為戰爭客流幾乎消失，4號線被當作軍火庫而停止營運，1938年軍火庫發生爆炸，但受害者的數量未知。
1939年3月28日佛朗哥率領的長槍黨佔領馬德里後，具社會主義和共產主義思想的地鐵員工被解僱，取而代之的是政權的支持者。一些車站在佛朗哥政權的影響下改名。1948年開始140公里的馬德里電車陸續拆除，並被新的公共汽車和地鐵線路取代，直到1972 年有軌電車完全拆除。

### 國有化
1955年，根據法令，馬德里地鐵公司正式成立。新公司將負責服務運作及購置列車，政府則繼續負責新線的基建事宜。月台延長工程也在此時開始，由60米增加至90米，以容許使用6列車廂編組的列車。
但是地鐵因為國家控制票價發生營運危機，導致地鐵無法完成1951年制訂的交通計畫建設，1950和60年代地鐵除了既有線延伸外，僅開通S線 (目前的10號線，1961年開通，當時由西班牙窄軌鐵路營運)和5號線首通段 (1968年開通)，5號線是建成的最後一條窄隧道線。
1967年，政府批准了一項新的擴建計劃，包括新建6號線、7號線、9號線，並使用較寬的隧道剖面興建，1974年7號線首通段開通，然而馬德里地鐵營運依舊艱難，1974年地鐵更首次出現赤字。1975年西班牙恢復民主政制後，政府於1978年根據皇家法令，接管馬德里地鐵公司，1979年 6 號線首段開通，同年馬德里地鐵公司國有化。1980年9號線開通；1981年S線併入地鐵系統，更名為10號線；1982年舊8號線 (目前的10號線北段)開通；1983年9號線北段開通，至此路線網絡已超過100公里。1986年9號線南段開通，9號線南北貫通。

### 區域運輸聯盟
1985年馬德里區域運輸聯盟成立，匯集了馬德里轄內所有公共交通系統。1986年地鐵的所有權轉移給區域運輸聯盟。1993年，區域運輸聯盟制定了一項新的發展計劃，目標是讓每個居民與地鐵站的距離不超過600公尺。1995年人民党執政的馬德里政府開始大力推動地鐵建設，同年6號線建設完成，成為一條環線。1998年10號線北延並合併舊8號線，同年新8號線開通，連接至巴拉哈斯机场，11號線首通段也在同年開通。
除了新線之外，1、4、7、9 和 10 號線也在1990年代後期延伸至馬德里市郊，不過 7、9 和 10 號線的乘客需要在中途換乘列車繼續旅程，才能到馬德里郊外的城鎮。2003年貫穿馬德里大都會區南部和西南部城市的環狀路線12號線通車，同時10號線也延伸至馬德里南部接駁12號線旅客。2003年之後馬德里沒有再開通新線，而是致力於既有線向郊區延伸，並於2007年在郊區開通3條輕軌，即馬德里輕鐵。
現時馬德里地鐵共有326個車站，路線共長294公里 (不含馬德里輕鐵)，將馬德里市中心及附近多個城鎮連接，同時提供來往市中心及巴拉哈斯機場的服務。

## 线路

### 运营线路
|  |  |

| 线路名称 | 线路名称 | 开通日期       | 起点站/终点站  | 起点站/终点站   | 车站数 | 运营长度 （公里） | 平均站间距 （米） | 站台长度 （米）                                     | 车型                            | 编组                                   | 限界     |
| -------- | -------- | -------------- | -------------- | --------------- | ------ | ----------------- | ----------------- | --------------------------------------------------- | ------------------------------- | -------------------------------------- | -------- |
|          | 1号线    | 1919年10月17日 | 查马丁松林     | 巴尔德卡罗斯    | 33     | 23.32             | 723               | 90                                                  | 2000A                           | MR-MR-MR                               | 窄       |
|          | 2号线    | 1924年6月14日  | 拉斯罗萨斯     | 四大街          | 20     | 13.97             | 701               | 60（四大街—拉埃里帕） 90（拉阿尔穆德纳—拉斯罗萨斯） | 3000                            | MSRM                                   | 窄       |
|          | 3号线    | 1936年8月9日   | 埃尔卡萨尔     | 蒙克罗阿        | 19     | 17.49             | 972               | 90                                                  | 3000                            | MRSSRM                                 | 窄       |
|          | 4号线    | 1944年3月23日  | 阿尔圭耶斯     | 查马丁松林      | 23     | 14.63             | 695               | 60                                                  | 3000                            | MSRM                                   | 窄       |
|          | 5号线    | 1968年6月5日   | 奥苏纳大道     | 田园之家        | 32     | 23.21             | 725               | 90                                                  | 2000A 2000B 3000                | MR-MR-MR MRSSRM                        | 窄       |
|          | 6号线    | 1979年10月11日 | 环线           | 环线            | 28     | 23.47             | 838               | 115                                                 | 8400                            | MRSSRM MM-MM-MM                        | 宽       |
|          | 7号线    | 1974年7月17日  | 埃纳雷斯医院   | 皮提斯          | 31     | 28.25             | 1097              | 115 90（东铁）                                      | 9000                            | MRSSRM MRM（东铁）                     | 宽       |
|          | 8号线    | 1998年6月24日  | 新部委         | 机场4号航站楼   | 8      | 16.47             | 2057              | 115                                                 | 8000                            | MSRM                                   | 宽       |
|          | 9号线    | 1980年1月30日  | 帕克·德卢夏    | 阿尔甘达-德尔雷 | 29     | 39.50             | 1410              | 115                                                 | 5000 7000/9000 8000 6000（TFM） | MM-MM-MM MRSSRM MRM-MRM MM或MRM（TFM） | 宽       |
|          | 10号线   | 1961年2月1日   | 索菲亚公主医院 | 南门            | 31     | 39.79             | 1177              | 115 90（北铁）                                      | 7000/9000 8000                  | MRSSRM MRM-MRM MRM或MSRM（北铁）       | 宽       |
|          | 11号线   | 1998年11月6日  | 椭圆广场       | 拉佛尔图纳      | 7      | 8.5               | 1214              | 115                                                 | 8000 9000                       | MRM                                    | 宽       |
|          | 12号线   | 2003年4月11日  | 环线           | 环线            | 28     | 40.6              | 1462              | 115                                                 | 8000 9000                       | MRM                                    | 宽       |
|          | 支线     | 1925年12月26日 | 剧院站         | 皮奥王子        | 2      | 1.09              | 1090              | 60                                                  | 3000                            | MSRM                                   | 窄       |
| 地铁合计 | 地铁合计 | 地铁合计       | 地铁合计       | 地铁合计        | 291    | 290.29            | 1089              |                                                     |                                 |                                        |          |
|          | 1号线    | 2007年5月24日  | 查马丁松林     | 拉斯塔布拉斯    | 9      | 5.4               | 600               | 45                                                  | 阿尔斯通Citadis 302             | MRRRM                                  | 有轨电车 |
|          | 2号线    | 2007年7月27日  | 克罗尼亚花园   | 阿拉瓦卡车站    | 13     | 8.7               | 667               | 45                                                  | 阿尔斯通Citadis 302             | MRRRM                                  | 有轨电车 |
|          | 3号线    | 2007年7月27日  | 克罗尼亚花园   | 波阿迪亚门      | 16     | 13.7              | 855               | 45                                                  | 阿尔斯通Citadis 302             | MRRRM                                  | 有轨电车 |
| 轻铁合计 | 轻铁合计 | 轻铁合计       | 轻铁合计       | 轻铁合计        | 38     | 27.8              | 707               |                                                     |                                 |                                        |          |
| 总计     | 总计     | 总计           | 总计           | 总计            | 329    | 318.09            | 1017              |                                                     |                                 |                                        |          |

## 技术特点
馬德里地鐵軌距為1445毫米宽轨（比標準軌寬10毫米），輕鐵路線則為1435毫米標準軌距。馬德里地鐵靠左行駛，與西班牙境內其他鐵路不同。造成差異的原因是直至1930年，西班牙國內尚未定出一致的道路通行方向（例如，直至1924年，馬德里的車輛是靠左行駛，同時巴塞隆納的須靠右行駛）。基於上述原因，同時為了節省因改變行車方向而改變訊號系統的昂貴成本，靠左行駛的設計得以保留。
於整個馬德里地鐵網路，彎道最小半徑為90米（輕鐵線除外），最大斜度為1/20。路軌須作壓力測試，同時，當半徑減至90米時，須放於混凝土上，以避免路軌因列車剎車所造成的磨擦及熱力而導致變形，同樣原因車站內的路軌亦設於混凝土上。
地鐵隧道可根據樣式及大小分為寬式及窄式兩種類型（輕鐵不屬於以下任何一類）：
- 窄式（1至5號線及R線）：隧道闊6.86米，長5.36米，距離地面較淺，大致依照街道方向而走。各站平均距離為 630米。月台長度為60米（2、4號線及R線，以4列車廂行走）至90米（1、3、5號線，以6列車廂行走）不等。在這類線運行的列車，每節闊2.3米，長3.34至3.521米，長14.72米。

- 寬式（6至12號線）：隧道闊7.74米，長6.87米，距離地面較深，容許使用隧道鑽挖機挖掘。各站平均距離為 850米，月台長度為110米至115米，而地鐵北支線收費區（MetroNorte）及東支線收費區（MetroEste）月台，則長90米。現時正準備延長該兩區路線月台，以容許6列車廂的列車行走。在這類路線運行的列車，每節寬2.8米，長3.34至3.521米，總長14.72米。距離地面最深的月台是6號線的 Cuatro Caminos 站，設於地面下49米。此外，因乘客量不足，11號線暫以窄式規格的列車行走，並以金屬條作階梯，以填補窄式列車及寬式站台的空隙。

1999 年之前建成的線路電氣化方式為600 V直流電，經過近年改造後剩下1、4、5、6、9號線使用600V直流電 ，其他路線以及1999年之後的新建路線使用1500 V直流電供電。輕鐵線路與大多數現代有軌電車一樣以750 V直流電運行。高架電車線1999年以前使用鏈形懸吊，之後改為剛性懸吊，目前僅有地面、高架路段，以及9號線部分未改造的地下路段仍使用鏈形懸吊，輕鐵路線則皆為鏈形懸吊。

### 地下与地面路段
馬德里地鐵大部份為地底路段，除以下路段設於地面：
- 尤金尼亞-德蒙特霍（英语：Eugenia de Montijo (Madrid Metro)） - 坎帕門多（英语：Campamento (Madrid Metro)）[6]
- 機場4號航廈
- 阿爾甘達門（英语：Puerta de Arganda (Madrid Metro)） – 阿爾甘達德雷
- 拉戈（英语：Lago (Madrid Metro)） - 卡薩德坎波（英语：Casa de Campo (Madrid Metro)）

及以下輕鐵線路段
- 聖女科爾蒂霍（英语：Virgen del Cortijo (Madrid Metro)） – 布拉斯科·伊瓦涅斯（英语：Blasco Ibáñez (Madrid Metro)）及瑪麗亞都鐸（英语：María Tudor (Madrid Metro)） – 拉斯塔布拉斯
- 全線，除部分路段。
- 全線，除部分路段。

### 站台
大多數車站都建有兩個側式站台，但其中少數繁忙的換乘站還有一個中央島式站台。該設計最初用於巴塞隆那地鐵，被稱為西班牙式月台。兩個車站設有兩個島式月台的跨月台換乘安排，這兩個車站都在 10 號線上，10 號線都使用外側軌道，因此從那裡下車的10 號線乘客從列車的“右側”離開，而不是通常的左側。有10個車站僅用一個島式月台代替了通常的兩個側式月台。另有一種系統是一個島式站台和一個側式站台，此類系統被用於 2 號線和 4 號線的兩個車站作為終點站，以及 7、9 和 10 號線的三個車站，乘客需要在此換乘列車繼續旅程，通常到馬德里郊外的城鎮，這樣的做法是為了讓乘客可以使用島式月台在列車之間輕鬆換乘。在後三個車站，島式月台上設有檢票口，以便在不同收費區之間進行車票驗證。

## 车辆与场段

### 车辆

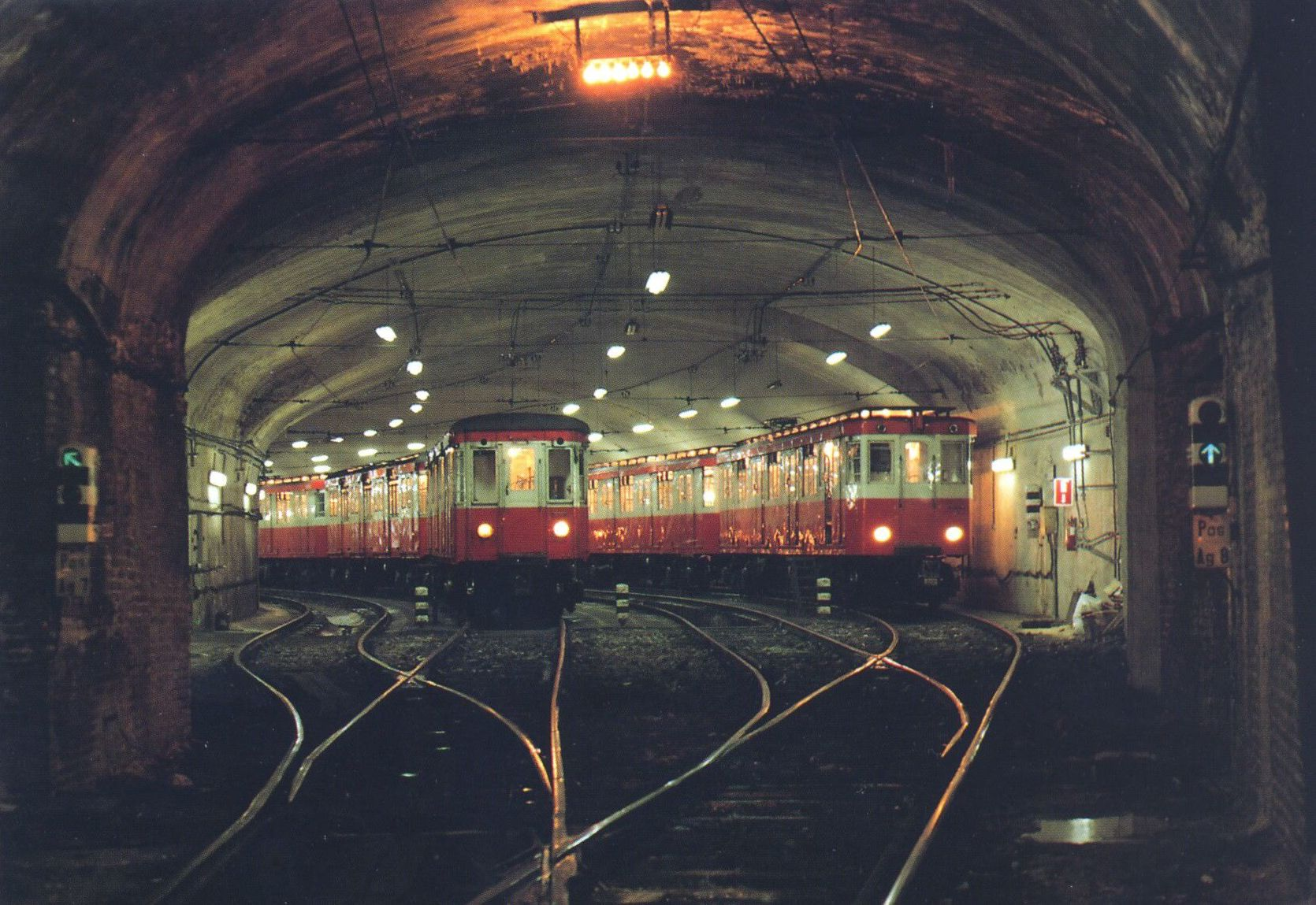
馬德里地鐵1000型列車

傳統上，馬德里地鐵運行的列車是由西班牙公司鐵路建設和協助公司 (CAF)製造，在佛朗哥的獨裁統治下尤其如此，因為他的政府奉行自給自足的經濟政策。但近年來意大利安薩爾多百瑞達也為馬德里地鐵提供了列車。現役列車可分為窄式和寬式兩種。
直到 1990 年代初，馬德里地鐵長期使用CAF於1950年代製造的馬德里地鐵300和1000型列車，由於中央政府對網絡的投資極低，老舊的列車已超過預期壽命的方式不斷使用，成為為人詬病的現象。300和1000型列車屬於窄式列車，1000型使用到1998年除役，300型繼續在5號線營運，直到2002年才被取代。

#### 窄式列車

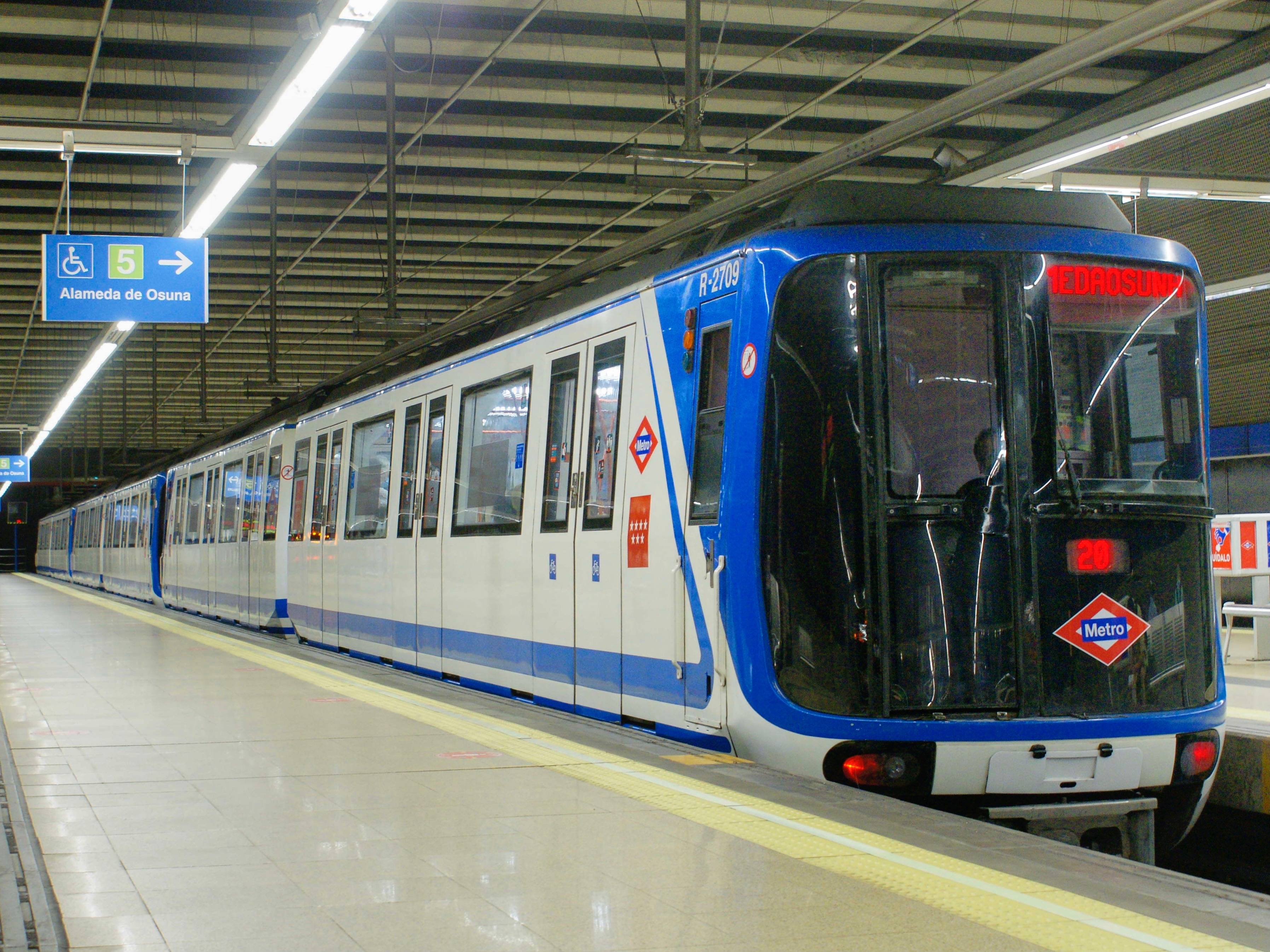
5號線的2000B型列車。
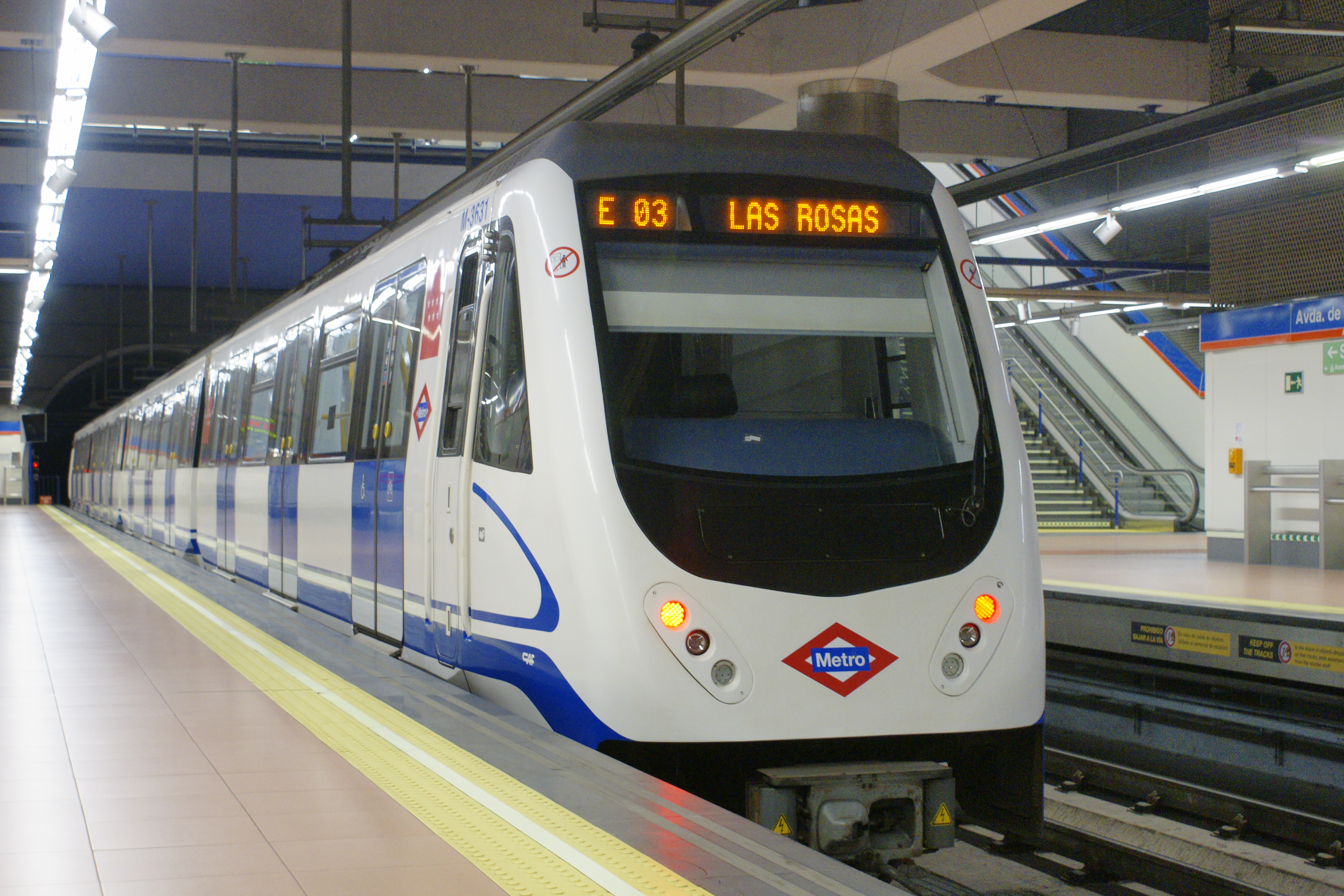
2號線的3000型列車。

- 2000型：2000型用於取代馬德里地鐵長期使用的老舊列車，[7]由CAF製造最高速度80km/h。第一批A型車於1985年製造，每2節車廂一組，共製造12組，每組載客量296人，每節車廂均帶動力，投入2號線使用，已於2011年除役。B型車1995年開始製造，每2節車廂一組，1節車廂帶動力，另一節為拖車，最高速度70km/h。B型車最初投入10號線，當時10號線為窄式隧道，10號線改造後轉由5號線使用，除了各窄式隧道路線外，8、11號線因為沒有寬式列車也曾經使用2000形列車。由於2000型僅能使用600伏特電壓，因此逐漸被3000型取代，目前僅1、5兩線使用。[8]
- 3000型：3000型由CAF與龐巴迪合作，於2006年開始製造，投入2、3、4、5號線和支線使用，最高速度80km/h。3000型基於寬式列車8000型製造，車廂之間連通，分為雙電壓4節和單電壓6節兩種，雙電壓4編組列車為3動1拖，可在600、1500兩種電壓之間交替使用，也可以擴充為雙電壓6編組，載客量480人，於2、4號線和支線使用；6編組為4動2拖，於3、5號線使用，載客量736人。[9]11號線因為寬式列車數量不足也曾經使用3000形列車。

#### 寬式列車

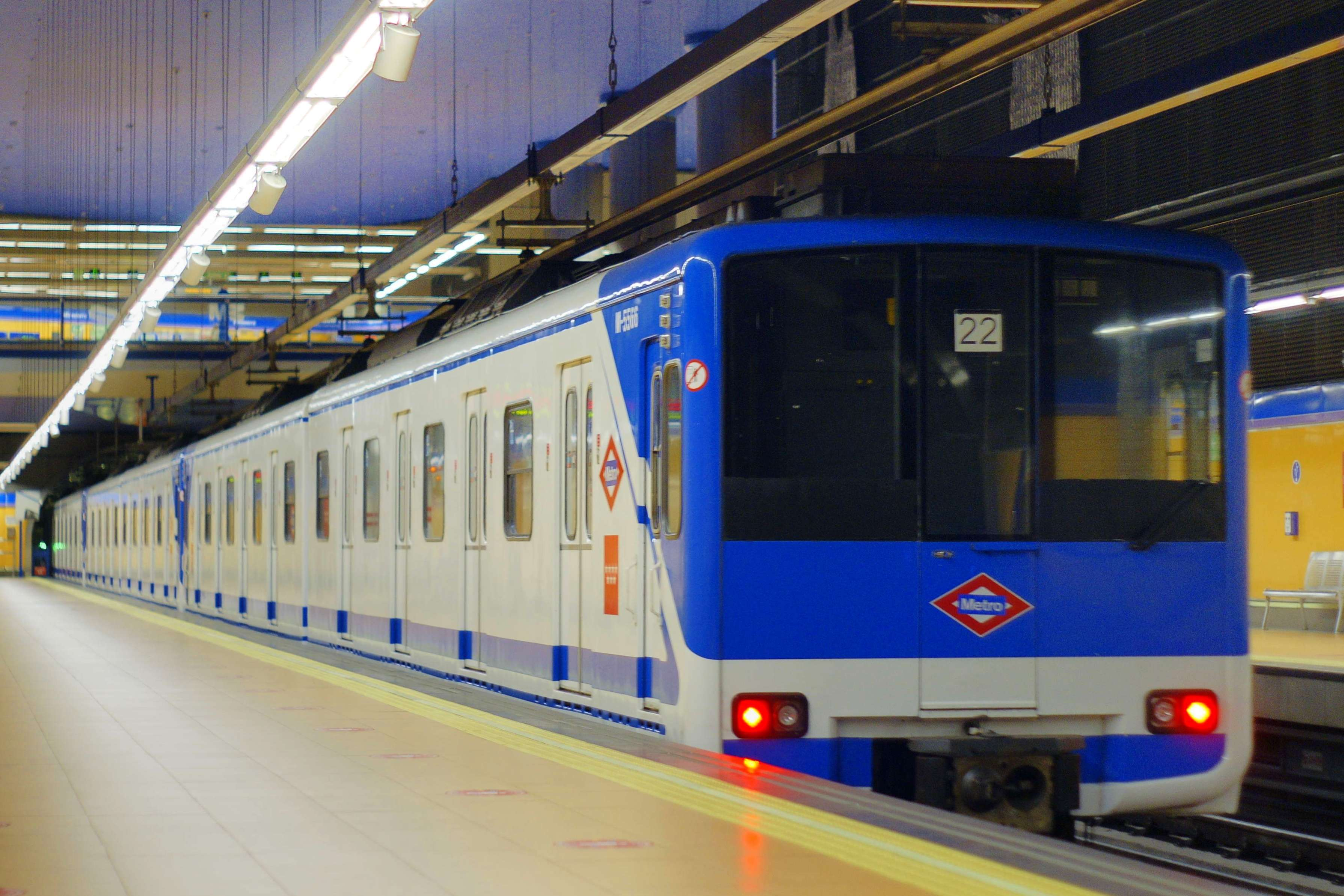
9號線的5000型列車。
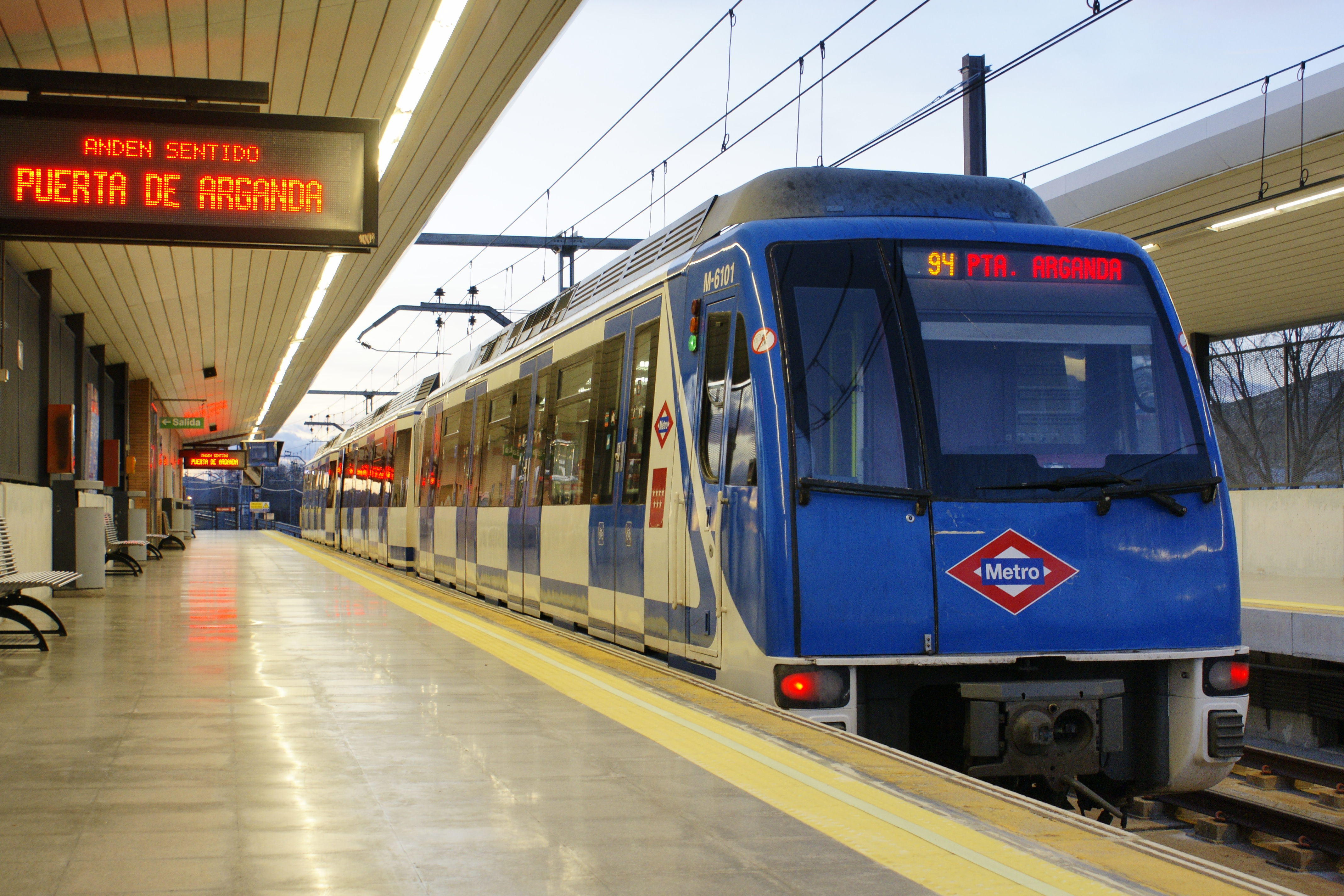
9號線的6000型列車。
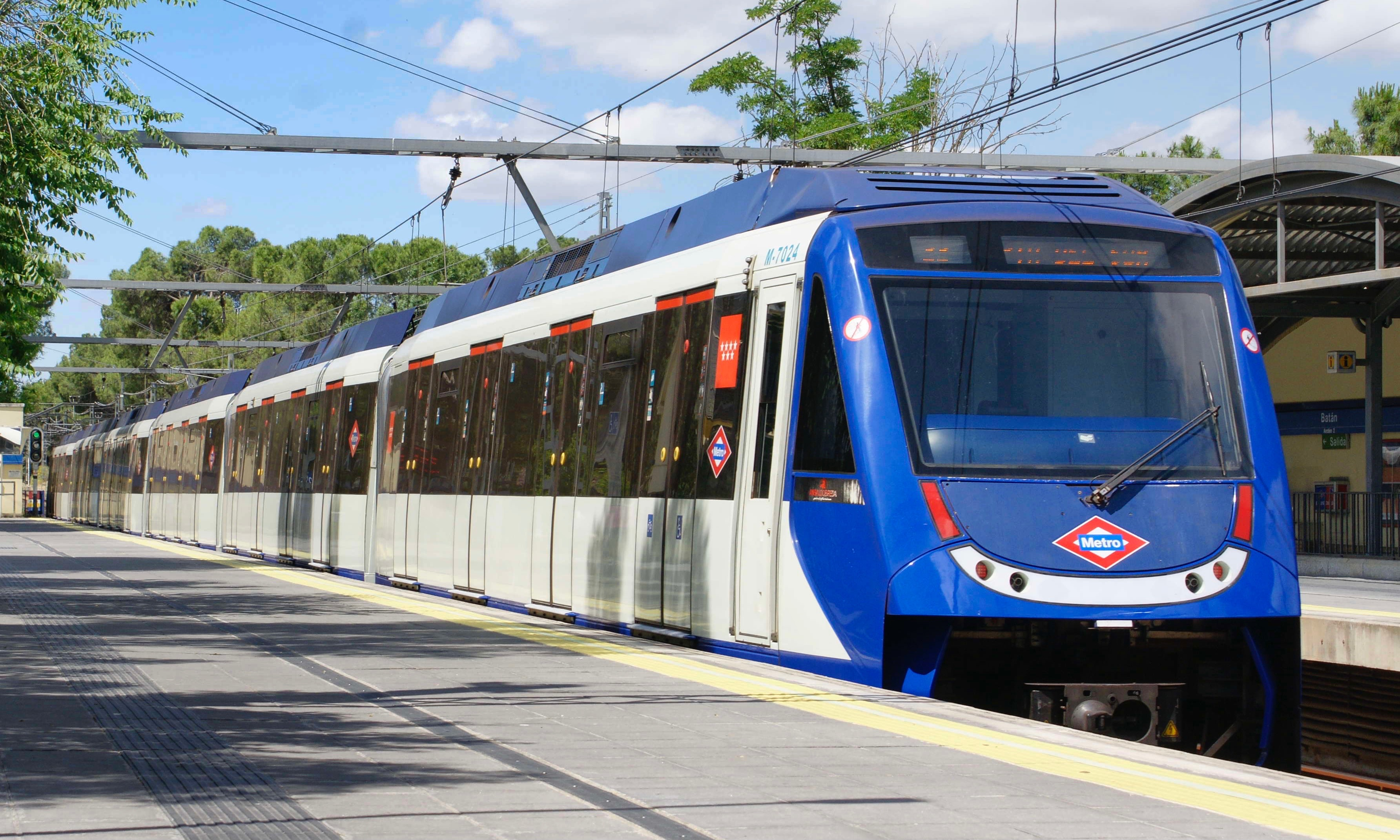
10號線的7000型列車。
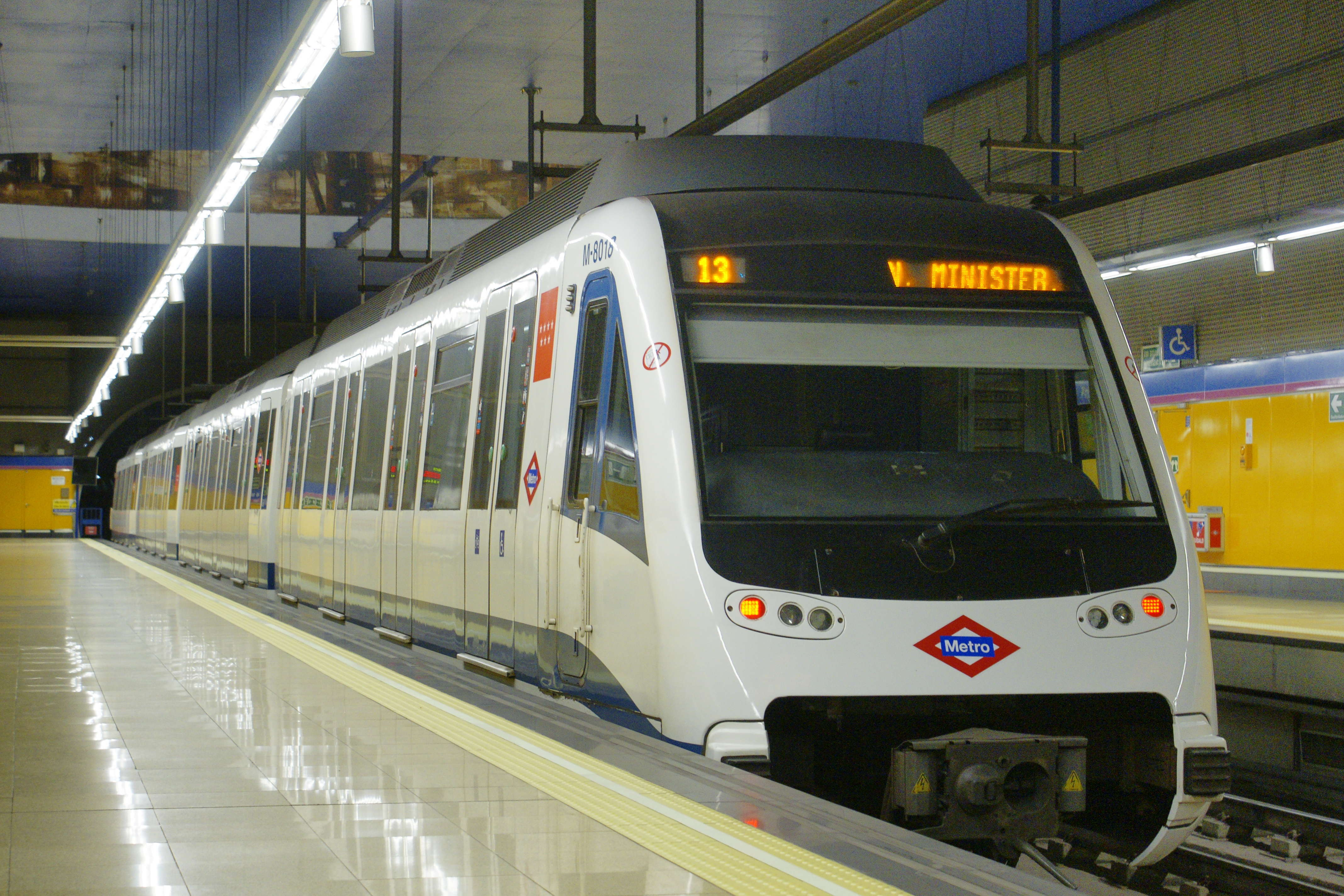
8號線的8000型列車。
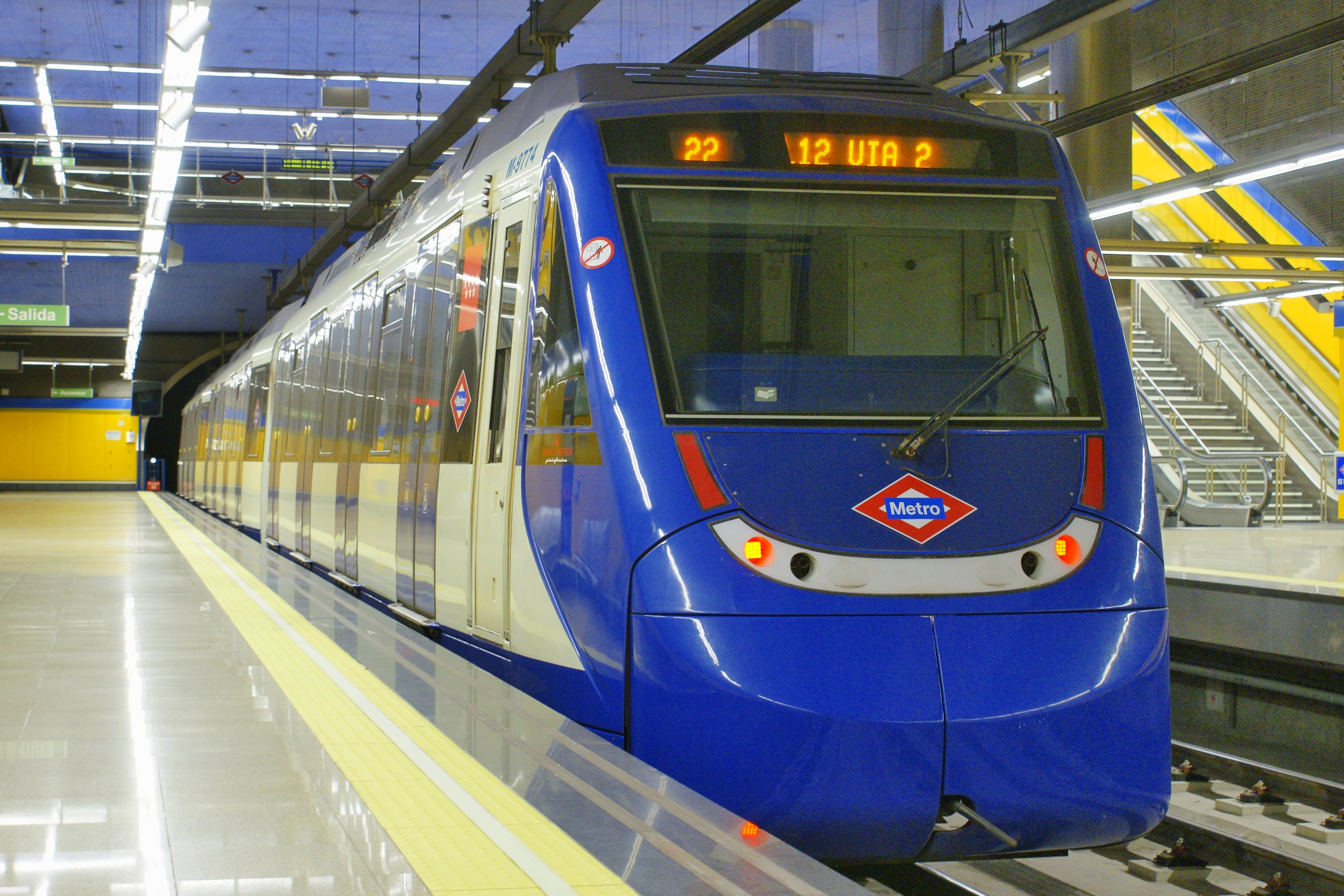
7號線的9000型列車。

- 5000型：5000型為最早的寬式列車，由CAF製造分為4個系列，使用600伏特電壓運轉，最高速度70km/h。第1系列於1974年製造，共製造65組2節動力車單元，共130節車廂，2011年全部出售給布宜诺斯艾利斯地铁。第2系列於1982年開始製造，也製造65組2節動力車單元，因為使用石棉，於2018年之後停用。第3系列於1987年開始製造，本系列僅製造24節拖車，與第1系列的動力車合編為2動1拖的3節編組使用，2007年因7號線供電電壓提升退出營運。第4系列於1993年製造最初用於6號線，之後也投入9號線，目前仍在使用。5000型2節編組載客量為384人。[10]
- 6000型：6000型由CAF與阿爾斯通合作於1998年製造，最高速度110km/h，用於9號線東南延伸，列車以2節動力車為一單元，也可以加入1節拖車，成為3節一組，車廂之間連通，共製造108節車廂，2節編組載客量為420人。[11]2013年其中73節車廂出售給布宜诺斯艾利斯地铁。[12]
- 7000型：7000型由安薩爾多百瑞達於2002年製造，最高速度110km/h，服務於7、10號線，7000型也曾投入6號線，使用的是雙電壓的7400子型號，但是2009年1月12日一列7000型列車到站時脫軌，導致7400型列車被禁止在6號線運行，並由5000型和之後的8000型取代。7000型使用4動2拖的6節編組運營，全列載客量為1274人，包含178個座位、1096個站位。
- 8000型：8000型最初由CAF與阿爾斯通合作於2000年開始製造，2006年之後由CAF獨立製造，最高速度110km/h，在6、8、9、10、11和12號線提供服務。共有3個子型號，最初的8000型於2001年開始在8號線使用，2003年投入10號線南段，2007年投入11號線，8100型投入12號線，8400型為雙電壓，2010年開始投入6、9號線[13]。8000型於12號線使用2動1拖3節編組，載客量609人；8、10、11號線使用3動1拖4節編組，載客量832人；[14]6、9號線使用4動2拖6節編組，載客量1270人。[13]
- 9000型：9000型由安薩爾多百瑞達於2006年製造，最高速度110km/h，基於7000型進行改造，服務於7、9、10、12號線，也曾投入6號線使用的是雙電壓的9400子型號，但是因為7000型發生事故，導致同生產商的9400型退出6號線，但之後又投入同樣為600伏特電壓的9號線，以補充6000型出售後的列車需求。9000型的規格與7000型大致相同，在7號線延伸段和12號線使用2動1拖的3節編組，其餘路線使用4動2拖的6節編組運營。

## 服务

### 运营时间
马德里地铁的运营时间为早上6时至凌晨1时30分。发车频率取决于日期和线路，通常在高峰时段为3至6分钟一班，平峰时段为7至10分钟一班，晚上10时后为10至15分钟一班。与大多数按时刻表运行的地铁系统不同，马德里地铁按照SIRAT系统规定的间隔运行，这意味着列车在部分车站的停站时间会比实际更长。晚上10时后，这项规定会被取消，地铁会按照时刻表运行，从而缩短旅程时间。

### 票价

马德里区域交通运输联盟的收费区

马德里地铁票价以马德里区域交通运输联盟的票价为基础，分为个人票和非个人票。车票存储在非接触式卡片上：公共交通卡可存储一张个人票和最多两张非个人票，需要在TTP办公室预约办理；多人卡可存储最多三张非个人票，可在车站和烟草店购买，价格为2.5欧元。

#### 非个人票
非个人票分为三种：单程票、十次票和旅游票。单程票和十次票仅限在特定区域使用。如果使用多人卡，十次票可供多人在同一旅程中使用。
旅游票允许在限定时间内无限次出行。11岁以下儿童可享受50%的优惠。
現時地鐵分為六個收費區
- 馬德里市區地鐵（MetroMadrid） （收費區A）：馬德里地鐵的核心網絡，佔全網絡長度三分之二，並包括輕鐵一號線。
- 馬德里地鐵南支線（MetroSur）（收費區B1、B2）：包括12號線全段、10號線最後兩站，經過馬德里南部多個主要城鎮。
- 馬德里地鐵東支線（MetroEste）（收費區B1）：7號線延長段，由大都會球場站（英语：Estadio Metropolitano (Madrid Metro)）至德爾埃納雷斯醫院站。
- 馬德里地鐵北支線（MetroNorte）（收費區B1）：指10號線 拉格蘭哈站（英语：La Granja (Madrid Metro)）至 蘇菲亞公主醫院站，2007年通車，需於三橄欖站（英语：Tres Olivos (Madrid Metro)）轉乘，前往北支線沿線。
- 馬德里輕鐵西支線（Metro Ligero Oeste）（收費區B1、B2）：輕鐵2、3號線，接駁馬德里西部衛星城鎮，於科洛尼亞花園站連接地鐵10號線。
- 馬德里地鐵TFM支線（TFM，Transportes Ferroviarios de Madrid，西班牙文指馬德里鐵路交通）（收費區B1、B2、B3）：9號線東南延伸段

各種類車票之使用條款及收費如下：（2012年5月1日修訂）
| 種類/範圍        | 使用次數 | 售價                                                 |
| ---------------- | -------- | ---------------------------------------------------- |
| 全區單程票       | 1次      | € 3                                                  |
| 市區單程票       | 1次      | 起价€ 1.5，仅限5站以内，5站以上多一站多€0.1，最高€ 2 |
| TFM支線單程票    | 1次      | € 2                                                  |
| 南支線單程票     | 1次      | € 1.5                                                |
| 北支線單程票     | 1次      | € 1.5                                                |
| 東支線單程票     | 1次      | € 1.5                                                |
| 輕鐵2號線單程票  | 1次      | € 2                                                  |
| 輕鐵3號線單程票  | 1次      | € 2                                                  |
| 全區十程票       | 10次     | € 18.3                                               |
| 市區地鐵巴士連票 | 10次     | €12.2                                                |
| TFM支線十程票    | 10次     | €12.2                                                |
| 南支線十程票     | 10次     | €11.2                                                |
| 北支線十程票     | 10次     | €11.2                                                |
| 東支線十程票     | 10次     | €11.2                                                |
| 輕鐵西支線十程票 | 10次     | €12.2                                                |

此外，如來往馬德里巴拉哈斯機場1-2-3號航廈站及4號航廈站，需出閘或入閘前購買 €3 附加票，但使用遊客套票或月票乘客可豁免。
馬德里區域運輸聯盟亦出售旅遊票和定期票，票價如下：
| 種類       | 範圍限制 | 身分限制 | 時效      | 價格 (€)                      |
| ---------- | -------- | -------- | --------- | ----------------------------- |
| A區旅遊票  | 收費區A  | 無       | 1~7天不等 | 依天數而定，8.4~35.4之間      |
| 全區旅遊票 | 無       | 無       | 1~7天不等 | 依天數而定，17.0~70.8之間     |
| 青年月票   | A - C2   | <26歲    | 1個月     | 20.0                          |
| 普通月票   | A - C2   | 無       | 1個月     | 依區域數而定，51.3~93.2之間   |
| 老年月票   | A - C2   | >65歲    | 1個月     | 3.3 (2023年之後免費)          |
| 青年年票   | A - C2   | <26歲    | 1年       | 200.0                         |
| 普通年票   | A - C2   | 無       | 1年       | 依區域數而定，523.6~950.4之間 |
| 老年年票   | A - C2   | >65歲    | 1年       | 33.0 (2023年之後免費)         |

#### 个人票
个人票为月票或年票，可在特定区域无限次出行。个人票仅限一人使用，因此需要在TTP办公室预约办理。个人票允许使用区域内包括公交、近郊铁路在内的所有公共交通服务。

## 技术出口
马德里地铁为以下项目提供过技术咨询：
- 秘魯：利马地铁
- ：基多地铁
- ：聖多明哥地鐵
- 西班牙：塞维利亚地铁

## 未来发展

马德里地铁规划

### 在建项目
- 5号线：从目前北端的终点站奥苏纳大道站（英语：Alameda de Osuna (Madrid Metro)）延伸至机场1号-2号-3号航站楼站（英语：Aeropuerto T1-T2-T3 (Madrid Metro)），并与8号线换乘。工程于2025年5月19日开工，预计2028年通车。
- 11号线：一期从目前北端的终点站椭圆广场站（英语：Plaza Elíptica (Madrid Metro)）延伸至卡萨尔伯爵站（英语：Conde de Casal (Madrid Metro)）。延伸段设置克米亚斯站（英语：Comillas (Madrid Metro)）、马德里河站（英语：Madrid Río (Madrid Metro)）两个新车站，并在帕罗斯-德拉弗隆特拉站（英语：Palos de la Frontera (Madrid Metro)）、阿托查站（英语：Atocha (Madrid Metro)）、卡萨尔伯爵站（英语：Conde de Casal (Madrid Metro)）与3号线、1号线、6号线换乘。卡萨尔伯爵站还将建设一个新的公交总站用作交通枢纽。一期工程于2022年11月1日开工，预计2028年通车。

### 规划项目
- 1号线：经马德里新北部（英语：Madrid Nuevo Norte）项目批准，马德里自治区于2025年5月28日宣布将地铁1号线从查马丁站（英语：Chamartín (Madrid Metro)）向北延伸，并在沿线设置新的Renfe车站。延伸段包括商业中心站、弗恩卡拉尔南站和弗恩卡拉尔北站。
- 4号线：马德里自治区于2025年5月28日宣布将地铁1号线查马丁（英语：Chamartín (Madrid Metro)）至查马丁松林（英语：Pinar de Chamartín (Madrid Metro)）段并入4号线。
- 8号线：哥伦比亚站（英语：Colombia (Madrid Metro)）与新部委站（英语：Nuevos Ministerios (Madrid Metro)）之间将新建阿尔弗雷多·迪斯特法诺站，以服务圣地亚哥·伯纳乌球场东侧。开工日期待定。
- 9号线：马德里自治区于2022年10月4日宣布在阿尔甘达门站（英语：Puerta de Arganda (Madrid Metro)）与里瓦斯-城市化站（英语：Rivas-Urbanizaciones (Madrid Metro)）之间新建一个车站，以服务罗斯贝罗卡雷斯（西班牙语：Los Berrocales (Madrid)）和罗斯埃洪内斯（西班牙语：Los Ahijones）的城市开发。2024年1月，项目起草开始招标。此外，2024年6月，马德里自治区批准了地铁9号线里瓦斯-巴夏马德里市中心地下化项目。项目包括在里瓦斯-城市化站（英语：Rivas-Urbanizaciones (Madrid Metro)）与未来里瓦斯站（英语：Rivas Futura (Madrid Metro)）之间新建一个车站，市政府已为此预留地块。
- 11号线：二期从卡萨尔伯爵站（英语：Conde de Casal (Madrid Metro)）继续延伸至水晶海（英语：Mar de Cristal (Madrid Metro)）和巴尔德贝巴斯（英语：Valdebebas）。2024年1月，马德里自治区住房、交通和基础设施部推迟了二期工程，并暂停授予招标合同，理由是项目的起草和设计缺乏“足够细节”。